# Sport club Saint-Georges-d'Orques
Maillots
Le Sport club Saint-Georges-d'Orques est un club français de balle au tambourin localisé à Saint-Georges-d'Orques (Hérault). L'équipe fanion du club fondé en 1921 évolue en 2010 en Nationale 2.

## Histoire
Fondé le 28 novembre 1921, le club s'illustre parmi l'élite en remportant notamment cinq titres de champion de France entre 1965 et 1973. Depuis quelques saisons, Saint-Georges joue le haut de tableau en Nationale 2, sans parvenir à regagner sa place en Nationale 1.
Le joueur le plus emblématique du club est Léopold Bellas qui évolue à Saint-Georges-d'Orques de 1939 à 1973. International français, il participa notamment au premier match France-Italie le 14 août 1955 aux Arceaux à Montpellier. Parmi les autres joueurs du club ayant remporté les six titres de champions de France entre 1965 et 1973, citons les frères Recasens.

## Palmarès masculin
- Champion de France : 1965, 1967, 1968, 1969, 1972 et 1973[2].
- Coupe de France : 1953, 1954 et 1969[3].